# Chiarina
La chiarina (chiamata anche clarina, clarino, chiarino) è una tromba naturale di concezione molto semplice, in uso fin dall'epoca romana, ma, in particolar modo, così come oggi si presenta, dal XVII e XVIII secolo. Lo strumento ha un corpo piuttosto lungo e presenta un tipico suono acuto, limpido e chiaro da cui prende nome.

## Storia
Probabilmente la chiarina naturale (senza pistoni) permetteva in origine di intonare molte più note di quelle che uno strumento moderno potrebbe emettere "a vuoto", ma, con il perfezionamento delle tecniche di costruzione degli ottoni, si usa come riferimento quello della cornetta in SIb, con l'eventuale aggiunta di uno o più pistoni. In particolare la chiarina ad un pistone è stata ideata appositamente per l'esecuzione della marcia trionfale dell'Aida di Giuseppe Verdi ed ha, anche dal punto di vista scenografico, il vantaggio di contenere l'unico pistone all'interno della mano.

## Tipologie

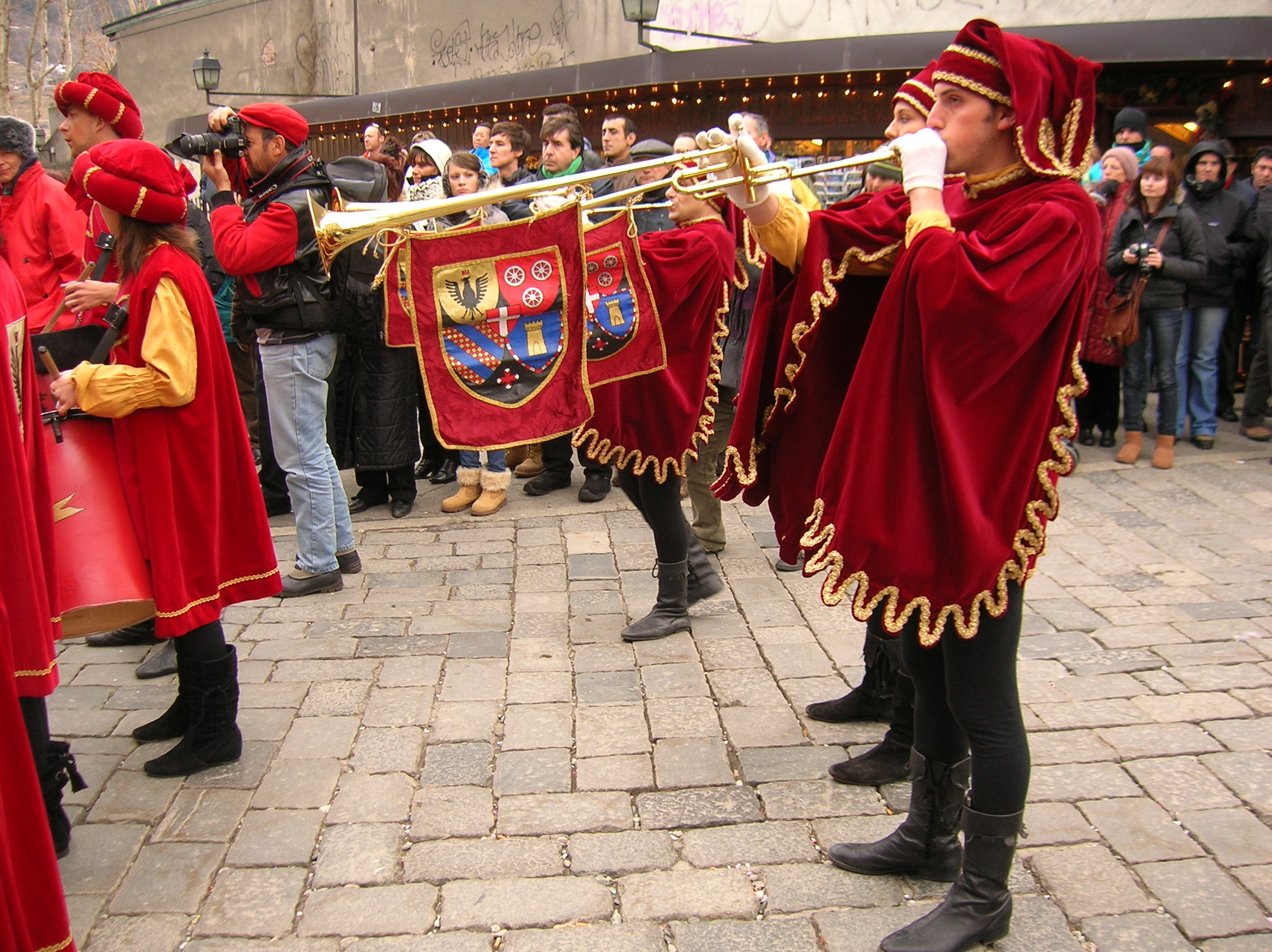
Un trombettiere in costume medievale suona una chiarina ad un pistone. Questo tipo di chiarina fu ideata appositamente per l'esecuzione della "Marcia Trionfale" dell'Aida di Giuseppe Verdi.

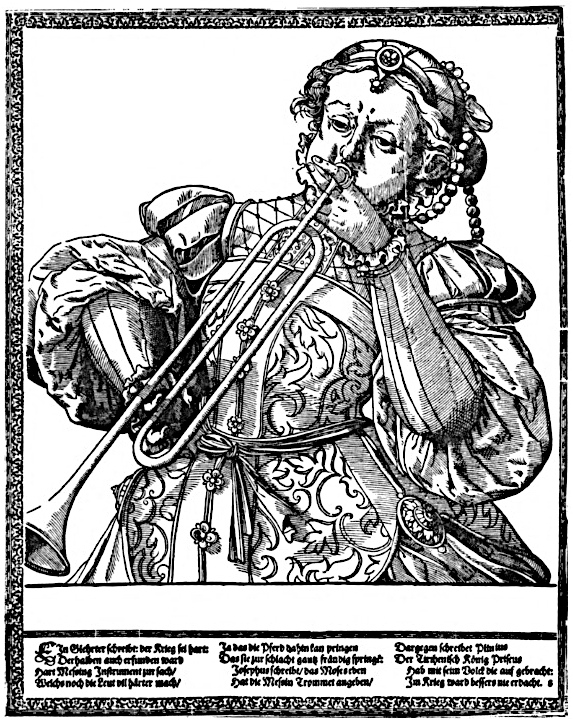
Stampa tedesca di un musicista che suona una clarion.

Oggi, proprio per salvaguardare tale aspetto originale della chiarina e per venire incontro alle richieste dei gruppi storici delle federazioni italiane sbandieratori (F.I.SB. e L.I.S.) esistono molteplici tipologie di "chiarine" in tutte le tonalità, arrivando a sfiorare le ottave del trombone o del trombino alto. In effetti, le occasioni in cui si possono vedere sono perlopiù di tipo rievocativo e in costumi d'epoca. Tra le più famose ricordiamo in Veneto il Palio di Feltre, con vari gruppi cittadini con chiarine e tamburi, in Emilia-Romagna il Palio di Ferrara, in Piemonte il Palio di Asti, in Toscana il Palio di Siena, il calcio storico a Firenze, il Corteo Storico di Orvieto, la Giostra cavalleresca di Sulmona, la Giostra del Saracino di Arezzo, il Palio della Balestra di Sansepolcro e la Giostra dell'orso di Pistoia, il Palio di Pescia, il Palio del Diotto a Scarperia inoltre Torneo degli Alfieri Bandieranti di Faenza, il Torneo cavalleresco della Quintana ad Ascoli Piceno, il Palio di Ferrara la disfida di Cava de' Tirreni, il Palio dei Micci a Querceta, la Caccia al cinghiale a Mondavio, il Palio dei Castelli di San Severino Marche, il Palio di San Ginesio, il Palio di Noale, nonché la Contesa del Secchio a Sant'Elpidio a Mare in provincia di Fermo, sempre nelle Marche o la chiarina utilizzata dai gruppi sbandieratori nel palio e torneo dei rioni di Oria, rievocazione medioevale che ricorda il matrimonio tra Federico II e Isabella di Brienne, nella Rievocazione storica della Passione di Cristo in Grassina.
A Firenze, il gonfalone della città è accompagnato in tutte le cerimonie da un drappello di mazzieri e dalle chiarine che eseguono l'inno in costume rinascimentale.
Ad Assisi, durante le cerimonie civili e religiose, le chiarine accompagnano il gonfalone del Comune, suonando "il Coprifoco", l'antico inno comunale della città, e durante la festa di Calendimaggio, sono a fianco del "Maestro de Campo".
A Sansepolcro, in occasione del Palio della Balestra – che si tiene annualmente ogni seconda domenica di settembre nella principale Piazza Torre di Berta – il Gruppo Musici della Società Balestrieri di Sansepolcro (compagine costituita da tamburi e chiarine) esegue un particolare arrangiamento della Marcia Trionfale dell'Aida, proprio in omaggio al recupero dello strumento musicale operato da Giuseppe Verdi per la prima esecuzione dell'opera nel 1870.
Persino a Mondavio, una delle città rinascimentali per eccellenza, si può sentire lo squillo delle chiarine (e di tamburini) accompagnato da un'ottima coreografia di movimenti e spettacoli pirotecnici.